# Ibrahim Chakir
Ibrahim Chakir   (Asilah, 4 de setembre de 1994) és un atleta català, nascut al Marroc. Va disputar la marató dels Jocs Olímpics de París 2024.

## Biografies
Nascut al Marroc, la seva família, de vuit fills, es desplaçà al barri de l'Espirall de Vilafranca del Penedès quan ell tenia 8 anys, el 2003. Competir al cros de la seva escola, l'escola Pau Boada, va ser la primera experiència amb l'atletisme. Els dos ors de l'atleta Hixam El Guerrouj a Atenes de l'estiu del 2004 el van motivar a ser atleta. Va entrenar en una primera etapa a Catalunya, després a Avilès i un any i mig a León. En aquesta etapa va fer un cicle formatiu, va treballar a la verema i venent calçat esportiu.
Va començar a córrer el 2004, en els 1.500, els 3.000 i els 3.000 metres obstacles. Va decidir començar a fer maratons, on va despuntar. El 2022 va debutar a la disciplina essent subcampió d'Espanya a Saragossa amb 2 hores, 13 minuts i 0 segons. A la marató de Sevilla, on va fer 2 hores, 9 minuts i 16 segons, va guanyar el passi al Mundial de Budapest del 2023. En la seva primera marató internacional amb la selecció absoluta, va ser l'atleta espanyol amb millor marca.
Va ser un dels esportistes dels Països Catalans als Jocs Olímpics d'Estiu de 2024, després de garantir una plaça guanyant la Marató de Sevilla amb un temps de 2 hores, 7 minuts i 47 segons. Va entrenar-se corrent diverses setmanes entre 240 i 250 km. En la marató parisenca, va finalitzar 34è, amb un crono de 2:11:44.